# 1024 Гейл
1024 Гейл (1024 Hale) — астероїд головного поясу, відкритий 2 грудня 1923 року.
Тіссеранів параметр щодо Юпітера — 3,205.

## Дивись також
- Список астероїдів (1001-1100)